# ماسيمو جازولي
ماسيمو جازولي (بالإيطالية: Massimo Gazzoli)‏ (17 يوليو 1975 بفياريدجو في إيطاليا - ) هو لاعب كرة قدم إيطالي في مركز حراسة المرمى. لعب مع نادي إمبولي ونادي بيزا ونادي جنوى ونادي لوكيزي ونادي فياريجو وUS Massese 1919 ‏ ومارسالا كالتشيو ونادي لوميتساني ونادي براتو وجونيور بييلا ليبرتاس وكارسو كالتشيو ‏ وMontevarchi Calcio Aquila 1902 ‏.